# John T. Chapman
John Roy Chapman (Brentford, Londres, Reino Unido; 27 de mayo de 1927 – Périgueux, Dordogne, Francia; 3 de septiembre de 2001) fue un actor y dramaturgo británico.

## Biografía
Nacido en Londres, sobrino del actor Edward Chapman, su padre fue ingeniero. Estudió en la RADA, e hizo su debut en 1946 con National Velvet, de Enid Bagnold.
Inicialmente mánager de teatro y suplente en Whitehall Theatre durante los dos primeros años de Reluctant Heroes, el primer Whitehall farce, después pasó unos años como representante semanal antes de volver a la compañía de Brian Rix con su primera obra. Dry Rot (1954), la cual va sobre corredores de apuestas, tuvo un funcionamiento de cuatro años con 1.475 actuaciones. Ray Cooney se unió al reparto en 1956 y conoció por primera vez al autor de ese tiempo. Chapman siguió Dry Rot con Simple Spymen (1958), que ha sido representada 1.404 veces durante un período de tres años.
Después de que la producción de Simple Spymen cerrara, Chapman y Cooney empezaron su colaboración. Juntos escribieron Sé infiel y no mires con quién (1967, en inglés Not Now, Darling, que Chapman adaptó al cine), Move Over Mrs Markham (1968), My Giddy Aunt (1968) y There Goes the Bride (1973). Mientras tanto, también escribió extensamente para la televisión incluyendo episodios para las comedias de enredo Hugh and I (1962–65) y Happy Ever After (1974–77), concebidas como vehículos de la BBC para Terry Scott. Como en los viejos tiempos (Fresh Fields en inglés, 1984–86) para Thames Television contó con Anton Rodgers y Julia McKenzie en la dirección.
Chapman se casó con la actriz Betty Impey, de Whitehall y tuvieron 4 hijos, Mark, Adam, Justin, y Guy, (que murió trágicamente cuando era joven). Chapman murió en Périgueux, Francia el 3 de septiembre de 2001 con 74 años.